# ジャパン
ジャパン（英語: Japan）は、英語で日本を意味する単語である。

1544年に書かれ17世紀前半まで5か国語で合計35版発行された中世のベストセラー、ドイツ人セバスチャン・ミュンスターによる著作「Cosmographia」に掲載されているアメリカ図。東アジア北東の多島海の中、歪な北アメリカのすぐ西にジパングが記されている。本図は1561年の版からの着色図である。

## 由来
語源はマルコ・ポーロの「世界の記述」（東方見聞録）に登場する「黄金の国・ジパング (ZIPAN・ZIPANGU) 」にあるとされるが、後述の通り異論もある。なぜ「ジパング」と呼ばれるようになったのかには、いくつかの説がある。
- 「にっぽん」あるいはその異読である「じっぽん」の転訛。
- 当時マルコ・ポーロが辿り着いたと言われる元（げん）で使われていた言語で「日本国」のことをそのような発音で呼んでいた。
- 古い[いつ?]中国語では日本をズーベン(ziben)[要出典]と発音していた。現在でも中国南方方言にはこのような発音をするところがある[1]。
- 参考：中国の普通話（北京周辺の言語を基にして作られた現代中国語の標準語。一般に「北京語」とも呼ばれるが、これは日本語の東京弁に相当）では「日本」と書いて「rì・běn」と発音する。子音rの発音は英語のrよりもドイツ語の舌の奥で発音するrに近く、子音bは濁音でなく無気音、母音eは曖昧母音の為、「リー・ジーの間」＋「ペン・パンの間」＝「ジーパ(ペ)ン」の様な発音になる。

アメリカ合衆国ミズーリ州フランクリン郡には、日本から名前を取って命名されたジェイパン（Japan）という町（非法人地域）がある。

### 「ジパング」と「ジャパン」の関係

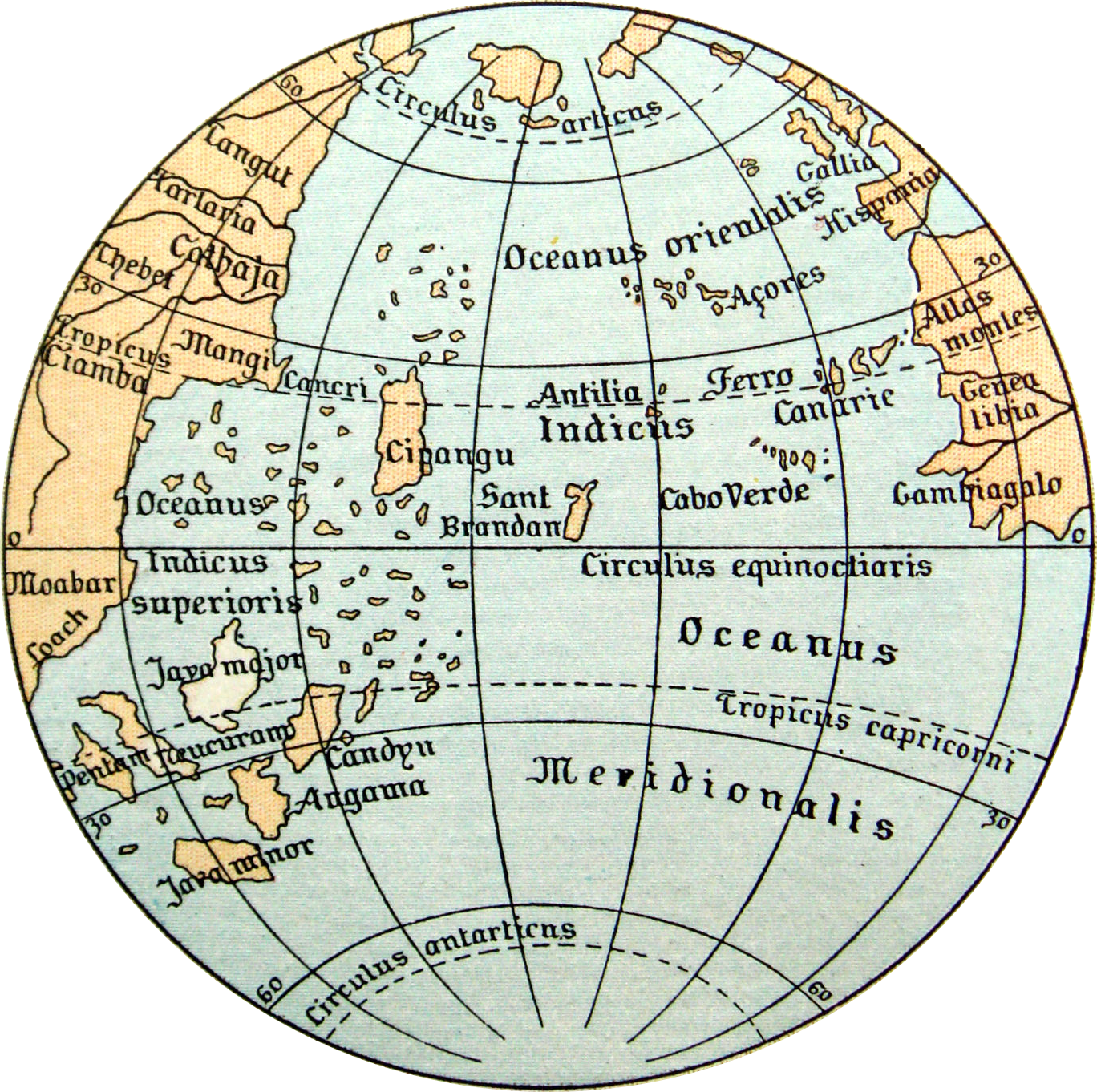
Cipangu（チパング）1492年。マルティン・ベハイムが想像した大西洋側の詳細

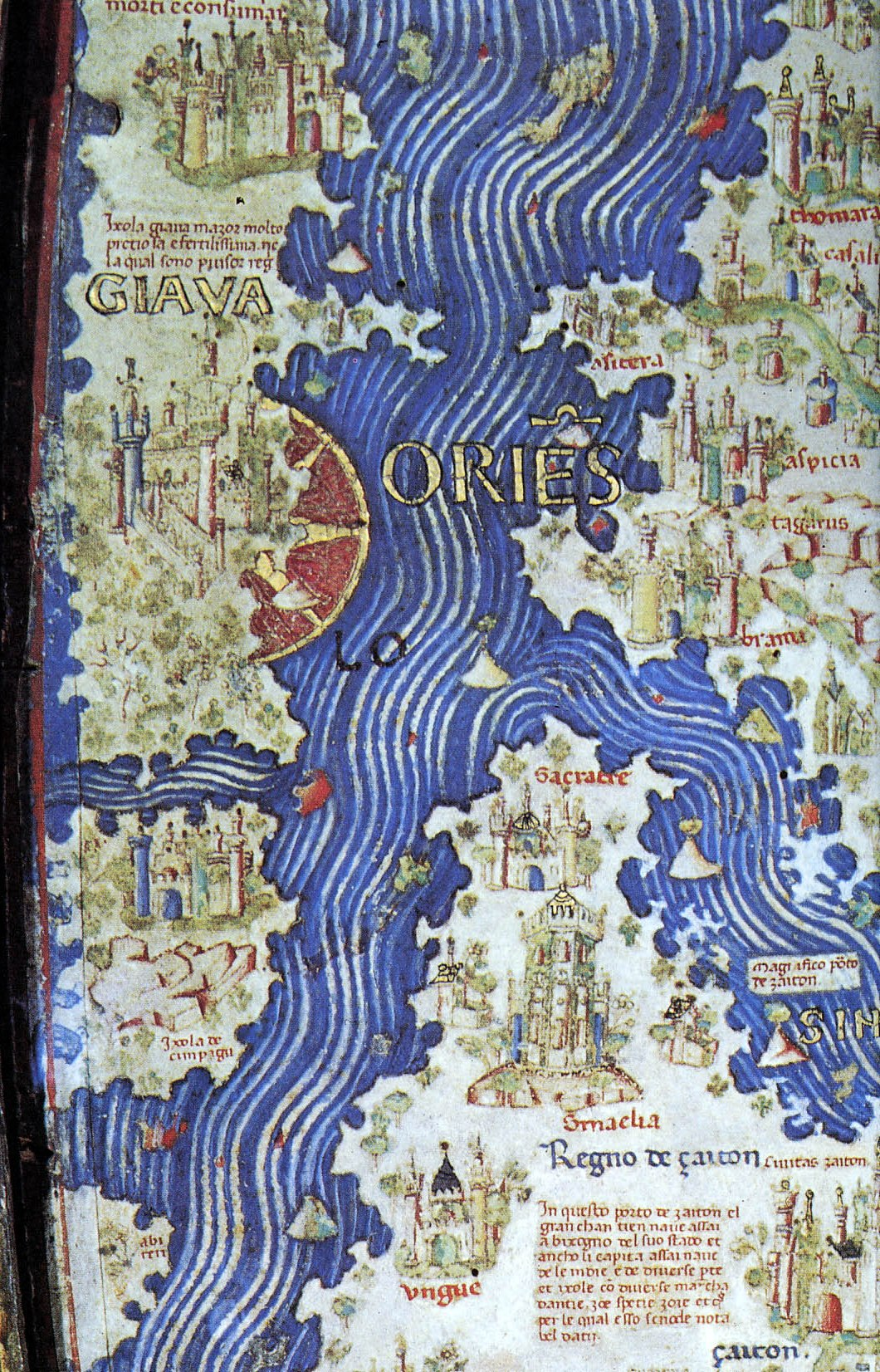
Cipangu（チパング）。1453年のフラ・マウロの世界図。島の最初の知られているヨーロッパの描写。

『日本国語大辞典』『広辞苑』『大辞林』『大辞泉』など、多くの国語辞典では、いずれも「ジパング」から転じて「ジャパン」となった、としているが、その根拠は明確でない。また、以下に述べるように、「ジャパン」は「日本」の中国語読みが「ジパング」とは別の形で伝わったものであり、「ジパング」から派生したものではない、とする異論が存在する。
『オックスフォード英語辞典』は、ヘンリー・ユールの説に基づき、「ジャパン」は中国語の Jih-pŭn がマレー語の Jăpung, Japang を経てヨーロッパ諸語に取り入れられたものであり、 Chipangu （チパング）と語源は同じだが別系統の語だとしている。
歴史学者の岡本良知は、「ジャパン」の初期の用例について、トメ・ピレス『東方諸国記』（1514年筆）の Jampon 、ダミアン・デ・ゴエス『マヌエル王代記』（1562年筆・1567年刊）の Japongos 、ジョアン・デ・バロス『アジア史』第1編（1552年刊）の Japões 、同第3編（1556年刊）の Japam を取り上げて検討した上で、いずれも16世紀に東アジアに来航したポルトガル人が、「日本」の中国音（広東音）を直接伝え聞いて記録したものであり、マルコ・ポーロの「ジパング」とは関係ない、と主張している。なお岡本は、ユールのマレー語経由説については否定している。
地理学者の海野一隆も、「ポルトガル人が新たに「ジャパウン」という呼称を作ったこと自体、従来の「ジパング」とは別のところだと考えていたことを意味するのであって、実際、この両者が同じものであると判明するには、かなりの歳月が必要だった」と指摘し、その根拠として、1554年のロポ・オーメンの世界図において、ジャパン（大陸と陸続きになっている）とは別にジパングらしき無名島が描かれていることを挙げている。海野は、ジャパンとジパングが同一であることを示した最初の地図は、メルカトルの1569年版世界地図（en:Mercator 1569 world map）だとしている。

## 「Japan」以外の使用
日本政府の各種公文書、旅券の国名・国籍表示などにおいては、日本国の公式な英語表記として「JAPAN」が用いられている。これに対して、郵便切手や日本銀行券などでは「日本」の日本語による読み（発音）に基づく「NIPPON」（ニッポン）が公式なアルファベット表記として使用されている。
一部にはこの「NIPPON」表記の方を「JAPAN」の代わりに対外的な日本の表記として使用していくべきとする主張もある。しかしながら既に「JAPAN」は一般に広く受け入れられており、「NIPPON」への改称を求める意見は、世論を動かすような大きな運動となるには至っていない。国際的な場で「NIPPON」を使用した例としては、ストックホルムオリンピック開会式の入場行進の際に使用したプラカードが挙げられる。
なおJAPANを略したJAP（ジャップ）は、アメリカを中心に侮蔑語の意味合いがあるため、用いられない。また NIP（ニップ）という略称は、JAP以上に強い差別的ニュアンスを含む。このため英字3文字による国名コードとしてはJPNが使用されている。なお、ドイツ語およびポーランド語ではそれぞれの言語で「日本」を意味するJapan（ヤーパン）/Japonia（ヤポニア）および「日本語」を意味するJapanisch（ヤパーニッシュ）/Japoński（ヤポンスキ）の省略形でJap.（ヤープ）が現在も使われているが、いずれも英語のような差別的ニュアンスは含まないとされる。ドイツ語で日本人を差別するときはJapse（ヤプセ）と言う。